# La Chair de l'orchidée
La Chair de l'orchidée je německo-italsko-francouzský hraný film z roku 1975 , který režíroval Patrice Chéreaue. Jedná se o adaptaci anglického románu The Flesh of the Orchid Jamese Hadleye Chaseho z roku 1948. Snímek měl světovou premiéru 29. ledna 1975.

## Děj
Claire je bohatá dědička po otci miliardáři, který jí po smrti zanechal celý svůj majetek. Její teta, madame Bastien-Wegener, si chce toto jmění přivlastnit. Podařilo se jí nechat Claire zavřít do psychiatrické léčebny. Claire uteče a po dopravní nehodě se jí ujmou dva muži, Louis Delage, chovatel koní, a Marcucci, drobný zlodějíček, pronásledovaný bratry a profesionálními zabijáky Guylou a Joszefem Berekianovými.

## Obsazení
| Charlotte Rampling   | Claire Wegener         |
| Bruno Cremer         | Louis Delage           |
| Edwige Feuillère     | Madame Bastier-Wegener |
| Simone Signoretová   | Lady Vamos             |
| Alida Valliová       | bláznivá na nádraží    |
| Hans Christian Blech | Gyula Berekian         |
| François Simon       | Joszef Berekian        |
| Hugues Quester       | Marcucci               |
| Rémy Germain         | Arnaud Bastier-Wegener |
| Roland Bertin        | úředník                |
| Marcel Imhoff        | ředitel sanatoria      |
| Pierre Asso          | lékař                  |
| Marie-Louise Ebeli   | zdravotní sestra       |
| Ève Francis          | Delagova matka         |
| Luigi Zerbinati      | Alcide                 |
| Jenny Clève          | služka Madeleine       |
| Günter Meisner       | advokát                |
| Lucien Magnin        | ředitel hotelu         |
| Robert Baillard      | zahradník              |

## Ocenění
- César: nominace v kategoriích nejlepší výprava (Richard Peduzzi) a nejlepší kamera (Pierre Lhomme)